# 短信鈴聲
短信鈴聲是行動電話的簡訊提示鈴聲，多為MP3和AAC等的檔案格式，長度約5-30秒的樂曲音樂。在ANDROID系統中多存於Ringtones資料夾，原多為原廠預設，但因無法使消費者滿足，故容許於設定中變更進行個人化設定。